# Sagres (Vila do Bispo)
Pour les articles homonymes, voir Sagres.

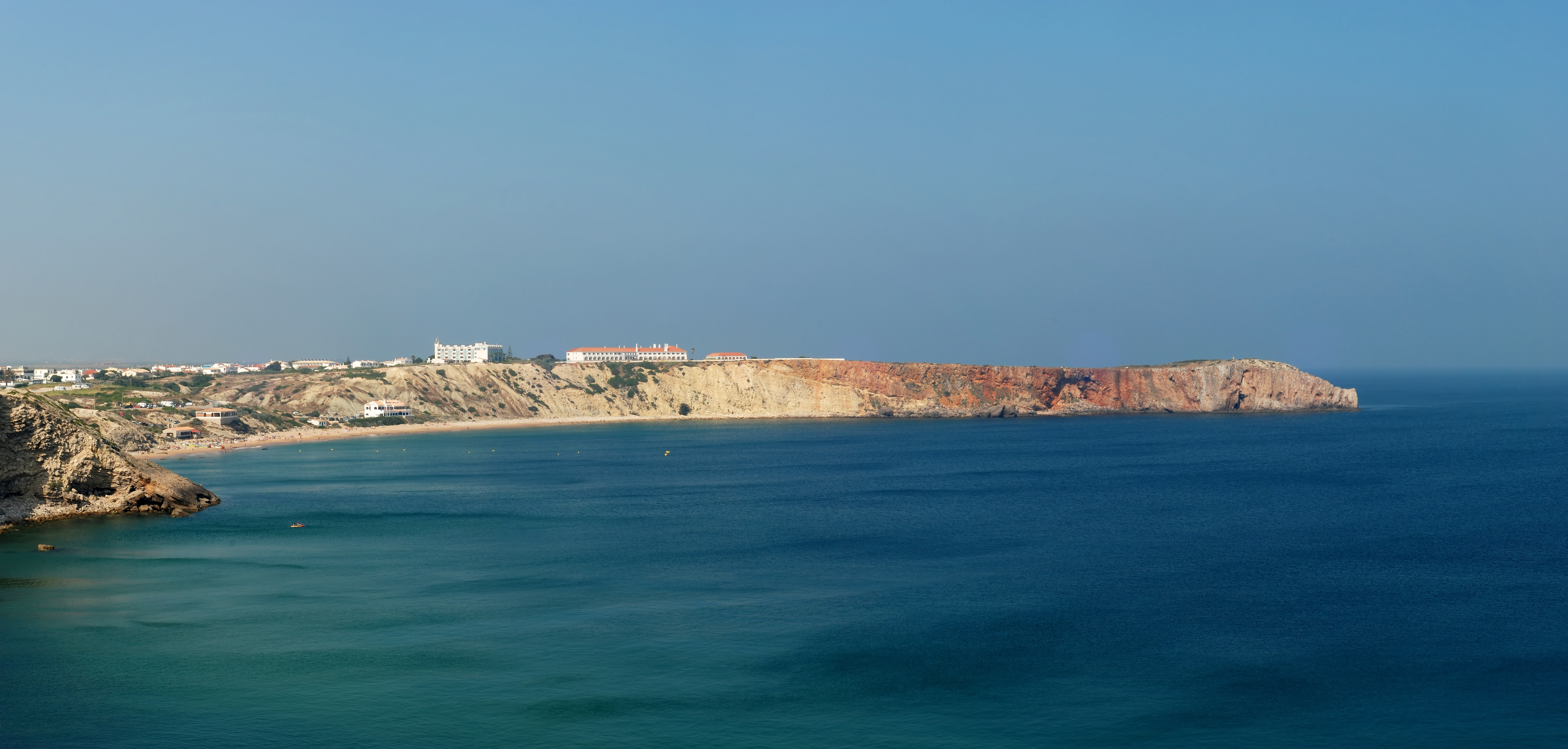
Sagres

Sagres est une freguesia portugaise située dans la municipalité de Vila do Bispo de l'Algarve et du district de Faro, située à l'extrême sud-ouest du Portugal et de l'Europe.

## Histoire
Du cap Saint-Vincent jusqu'à l'actuelle ville de Sagres, l'endroit est parsemé de menhirs néolithiques, démontrant une longue histoire de site sacré, caractéristique qui donna son nom à la localité, de l'arabe زاݣورة sagra « bâti » qui rappelle le mot « ziggurat ». Après le IIIe siècle av. J.-C., Sagres entre dans la légende de l'Ancien Monde : pour les marins de la Méditerranée c'est le dernier port avant le cap Saint-Vincent et le « grand inconnu ». La baie entre Ponta de Sagres et Ponta Atalaia a abrité les bateaux pendant des siècles.
A la forteresse de Sagres est rattaché le souvenir du prince Henri le Navigateur qui y décéda en 1460.
Il aurait créé une sorte d'académie navale dans cette localité, dite école de Sagres, collationnant des journaux de bord, des cartes marines (ou portulans) des informations sur les techniques de construction navale et de navigation hauturière (la technique de la Volta do Mar -bordée du large- qui évite les dangers de la navigation au fil de la côte et permet de s'affranchir, à des saisons précises, des inconvénients des vents contraires); Le fonctionnement de cette école navale et son rôle exact dans les grandes découvertes maritimes portugaises et espagnoles de la fin du Moyen-âge est discuté par les historiens mais le rayonnement de cette école de Sagres a été magnifié dans le récit national portugais: Ainsi les navires-écoles à voile de la marine de guerre portugaise ont été successivement nommé Sagres, Sagres II, Sagres III.
L'actuelle localité est fondée en 1519, mais rattachée à Vila do Bispo (« ville épiscopale ») en 1834. Elle a une vocation traditionnelle de port de pêche, et plus récemment de lieu de villégiature. Elle est surtout renommée pour l'école de navigation de Sagres que l'Infant Henri le Navigateur y aurait établie.
Le village, connu comme un endroit où le roi Sébastien Ier aimait contempler l'océan, a été pillé en 1587 par les hommes du corsaire Francis Drake, qui ont réussi à prendre la forteresse après une sanglante bataille.

## Conservation de la nature
Ville la plus proche du cap Saint-Vincent riche en faune marine et oiseaux marins, Sagres organise un festival annuel d'observation des oiseaux depuis 2010 sous l'égide de la SPEA (équivalent de la LPO), pour valoriser le tourisme à souci écologique, prendre le relai du tourisme estival de luxe qui a atteint la limite de ses capacités, et développer la conscience de la valeur de ces vies animales aussi bien chez les touristes potentiels que chez les autochtones. La pointe de Sagres a reçu le Label du patrimoine européen.

## Tourisme
La ville est connue des surfeurs.

## Autres
Le pavillon (pavilhão) Carlos Lopes dans le parc Edouard VII (Parque Edouardo VII) à Lisbonne, possède un panneau en carreaux de céramique représentant une bataille de Sagres.

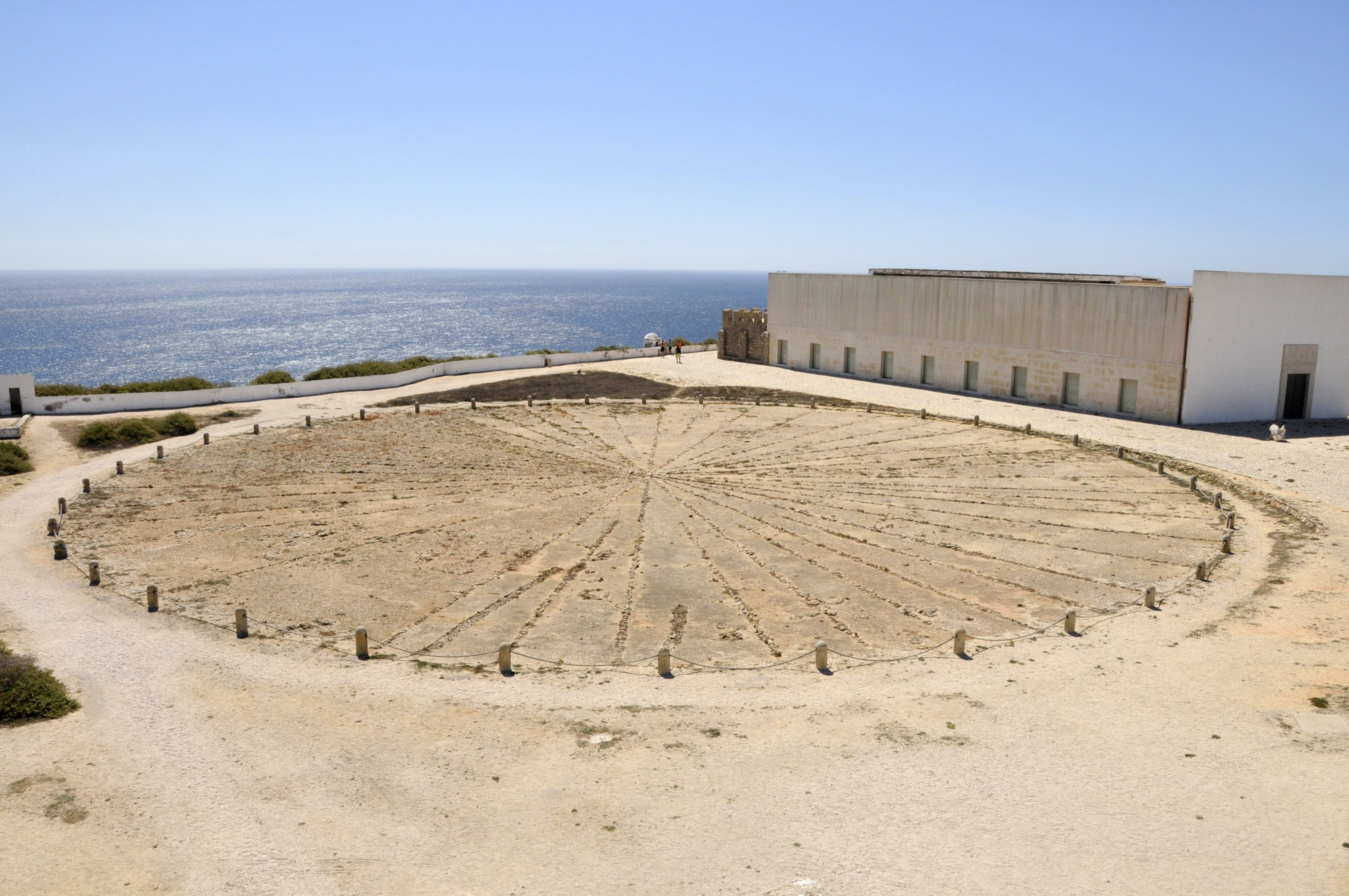
La Rose des Vents de la forteresse de Sagres
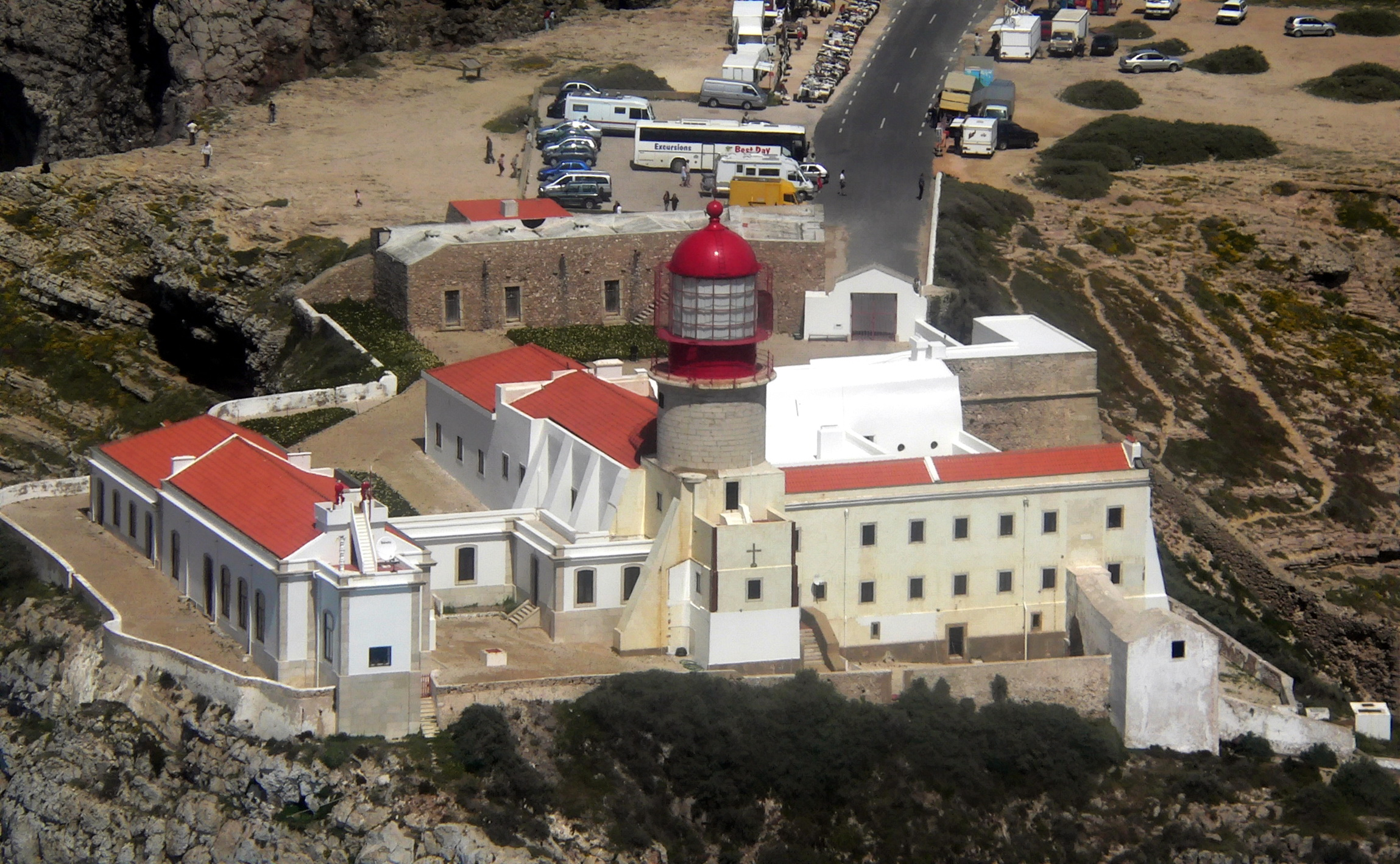
Phare et forteresse du Cap St.-Vincent
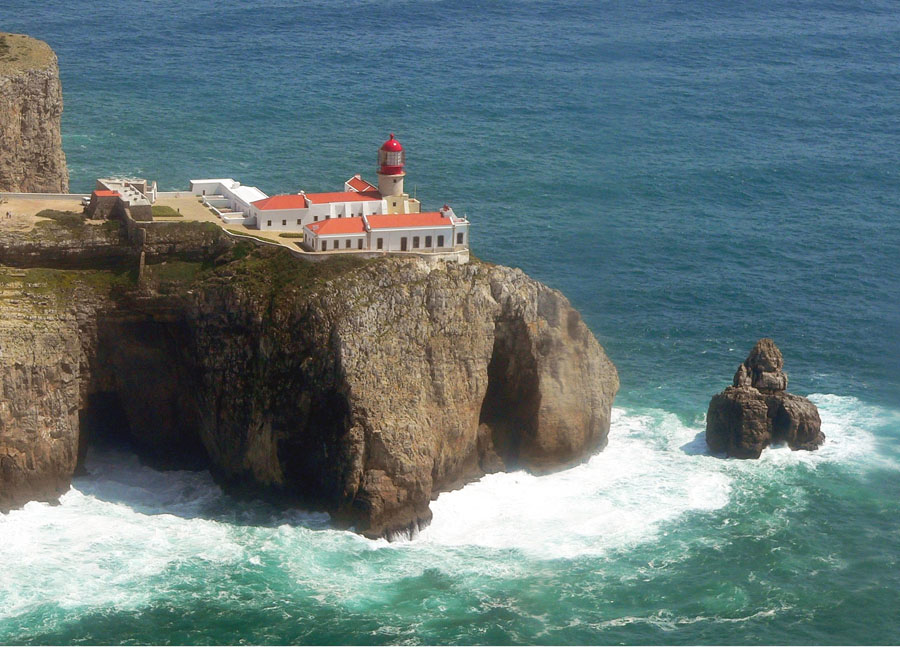
Cap St.-Vincent, sa falaise
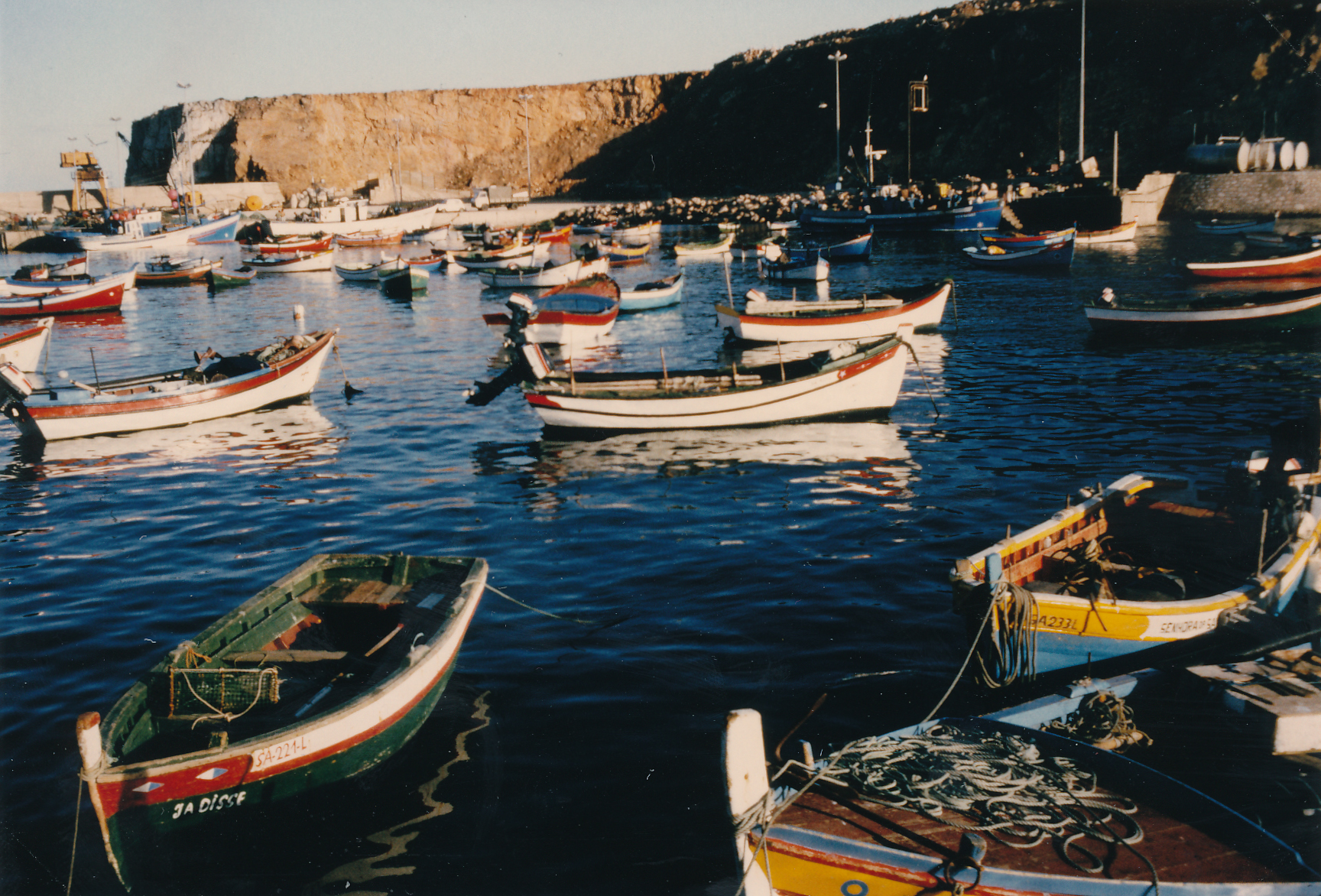
Port de pêche de Sagres
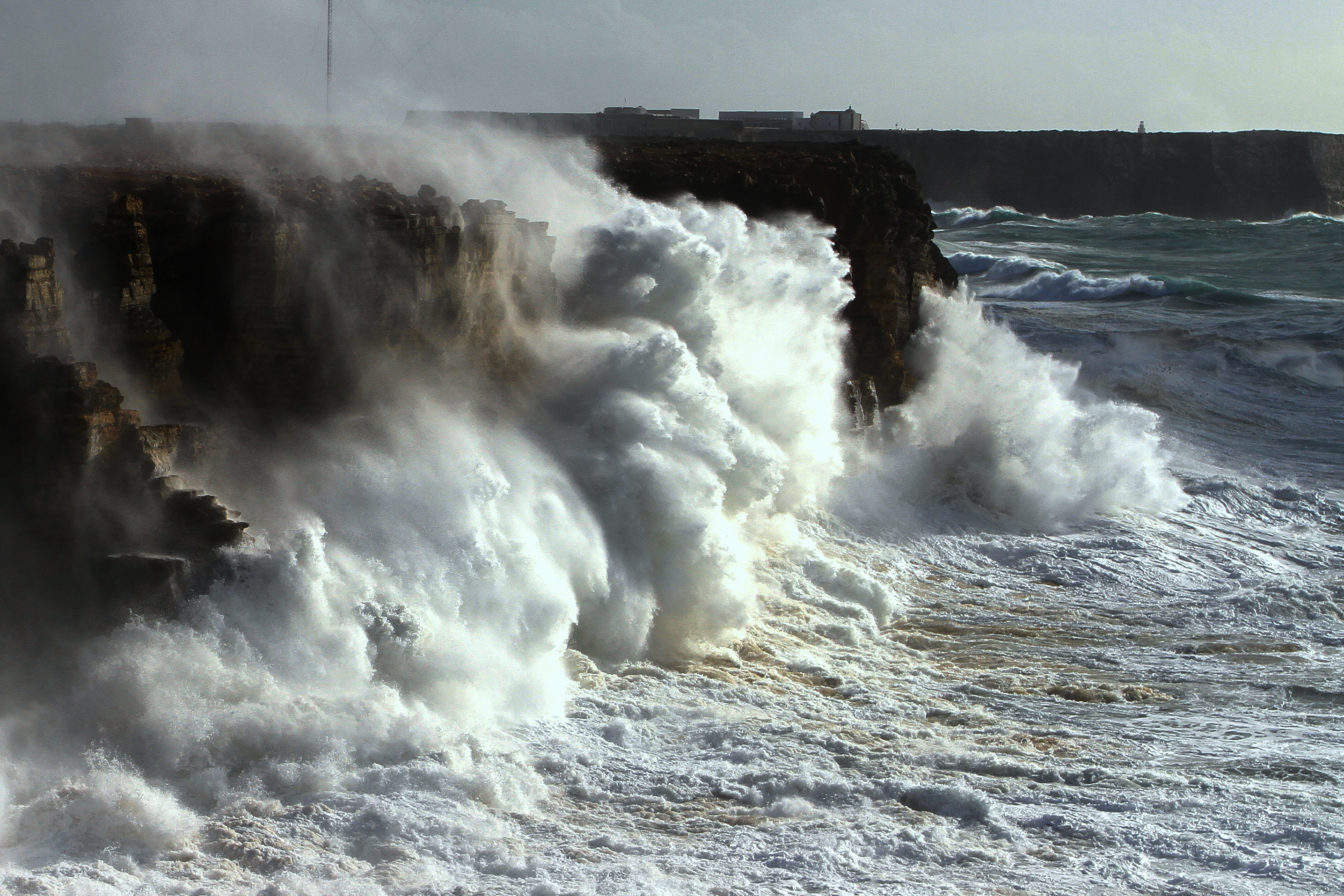
La mer près de Sagres